# AfriMusic
Конкурс песни «AfriMusic» (англ. AfriMusic Song Contest) — панафриканский конкурс песни, частично вдохновлённый европейским конкурсом песни «Евровидение». Впервые он состоялся в 2018 году, когда Королевство Эсватини одержало победу с песней «Sengikhona» в исполнении певицы Symphony. Победительницей второго выпуска в 2019 году стала представительница Южно-Африканской Республики Nonzwakazi с песней «Phakama Mbokodo». Победителем третьего сезона впервые стал мужчина — Dhortune ThatOndoBoy (Нигерия) с песней «Yèmi». Планируется, что конкурс будет ежегодным мероприятием, выступая в качестве африканского аналога таких континентальных песенных конкурсов, как Евровидение, Азиатско-Тихоокеанский или Карибский фестивали песни. В настоящее время, конкурс проводится на цифровых платформах, однако, на четвёртый сезон, организаторы ставят себе цель создать фестивальные мероприятия в каждой из участвующих стран для проведения национальных отборов, и организовать финал в виде телевизионного концерта с применением СМС голосования, проводимого в стране-победительнице прошлого года.

## История
Перед запуском Конкурса песни «AfriMusic», были предприняты несколько несвязанных между собой неудачных попыток создания конкурса песни между странами африканского континента, включая:
- «Песня Африки» (англ. Song Of Africa) — планировался к проведению 25 мая 2011 года в Йоханнесбурге, ЮАР, как лицензированная Европейским вещательным союзом версия конкурса «Евровидение» с участием девяти-десяти стран Чёрной Африки. Общая стоимость затрат на проведение конкурса оценивалась в 15-20 миллионов южноафриканских рандов (1,7-2,3 миллиона долларов США), притом, что окончательная сделка по лицензии стоимостью «около ста тысяч» долларов США ещё не была заключена, что по словам команды организаторов в лице Бренды Сакелларидес[7] уже на момент презентации проекта в мае 2009 года было сложным финансовым вызовом для реализации.[8]
- «Африканская песня» (англ. Africa Song / фр. Le Chant De L'Afrique) — должен был состояться в декабре 2014 года, будучи организованным компанией Africa Song Holdings Limited, юридически зарегистрированной на Маврикии с ключевым персоналом из ЮАР[9]. Планировалось, что каждая участвующая страна проведёт свой национальный отбор для выбора песни, которая представит её на конкурсе. Финал должен был стать современным телевизионным производством мирового уровня, состоящим из живых сценических выступлений артистов с выбранными песнями. Считалось, что девять стран подтвердили своё участие: Бенин, Бурунди, Гана, ДР Конго, Мадагаскар, Нигерия, Республика Конго, Руанда и Замбия с частным телеканалом Muvi TV[англ.], и ещё десять выразили первоначальный интерес к проекту. Мероприятие в итоге было отменено из-за отсутствия необходимого финансирования.[10][11][12][13]
- «Всеафриканский конкурс песни» (англ. All Africa Song Contest) — должен был состояться в Аддис-Абебе, Эфиопия в 2015 году, будучи организованным Kush Communications — продюсерской компанией из Лондона, под руководством Зейнаб Бадави[англ.]. Каждая страна в Африке должна была быть представлена исполнителем, выбранным её Министерством Культуры, а само шоу должно было включать в себя пять предварительных этапов, где участвующие песни были бы представлены в форме видеоклипов, и телевизионного финала, транслируемого в прямом эфире. Участники, представлявшие Ботсвану, Гамбию, Гвинею-Бисау, Малави, Руанду, Сомали, Свазиленд и Южный Судан уже были выбраны для конкурса, который, как сообщалось, был поддержан ЮНЕСКО, Африканским Союзом, и на этом начальном этапе спонсировался Coca-Cola.[14][15][16][17][18]

Африканские страны Арабского мира имеют возможность принимать участие в организованном Вещательным союзом арабских государств «Фестивале арабской песни» (англ. Arab Song Festival), который проводился в его штаб квартире в Тунисе каждые два года с 2001 по 2013, и который был возрождён в 2019 году под названием «Арабский конкурс музыки и пения» (англ. Arab Music and Singing Competition), открыв свои двери частным радиостанциям арабского региона. В 2008 году Европейский вещательный союз объявил о заключении сделке по продаже лицензии на формат «Евровидения» компании Nibras Media из Эр-Рияда, Саудовская Аравия, которая должна была в сотрудничестве с Tanweer Group из Дубая, ОАЭ организовать аналог конкурса для стран MENA под названием «Арабское видение» (англ. Arabian Vision) при участии восьми или девяти телевещателей.
Алжир, Египет, Марокко и Тунис в настоящее время имеют вещателей — членов Европейского вещательного союза, что позволяет им принимать участие в Конкурсе песни «Евровидение», в частности Марокко уже выступало на «Евровидении-1980», а артисты из Бенина, Замбии, Камеруна, Судана и Туниса принимали участие в различных Азиатско-Тихоокеанских фестивалях в качестве специально приглашённых представителей Африканского союза вещателей.

## Организаторы
Организационная команда конкурса — исполнительный комитет «AfriMusic» — включает в себя: управляющего директора и исполнительного продюсера Мишель Фернандес (которая имеет опыт работы над такими мероприятиями, как Южно-Африканская музыкальная премия (SAMAs), Южно-Африканская спортивная премия, Музыкальная премия MTV Africa (MAMAs), Музыкальные премии Намибии и Замбии и др.), директора по развитию бизнеса и спонсорству Сьюзи Висенте и продюсера по Западной Африке Сэмюэля Мозеса Опоку-Агьеманга (Квабена Поку). Штаб-квартира комитета находится в Йоханнесбурге, Южно-Африканская Республика.

## Формат
Презентуя конкурс в августе 2017 года, его организаторы пообещали, что он станет «прекрасной интеграцией музыкальных стилей, культур и этнических групп, отражающих разнообразие и разносторонность стилей на африканском континенте» и «предоставит как опытным, так и начинающим авторам песен платформу для демонстрации их лучших работ». В первую очередь стремясь к выбору «Лучшей песни в Африке» и «привлечению внимание к лучшим авторам песен в Африке», они также объявили своей целью создание «платформы, которая будет обучать, мотивировать и развивать музыкальную индустрию в Африке через музыкальные семинары и отраслевые образовательные программы».
Конкурс проходит в пять этапов:
- Предварительная регистрация: Заинтересованные авторы песен или исполнители должны заполнить формы предварительной регистрации, указав свои контактные данные, для того, чтобы получить официальный текст правил (доступны на английском, французском и португальском языках) и инструкции по подаче заявок[36].
- Приём заявок: В цифровой форме должен быть представлен полный пакет необходимых документов, включая: полный трек; вокальный трек; инструментальный трек; текст песни; видеоклип песни (если имеется); профессиональные фотографии и биографию исполнителя; биографии авторов песни; письменное согласие как авторов, так и исполнителя с правилами конкурса; разрешительное письмо от музыкального лейбла (если у артиста имеется контракт с таковым).
- Проверка заявок и предварительный отсев: Исполнительный комитет «AfriMusic» проверяет все поданные заявки, чтобы убедиться, что они соответствуют правилам конкурса. Не более 20 песен могут быть допущены до участия от каждой из стран. Начиная с 2020 года каждый артист может участвовать в конкурсе только с одной песней.
- Национальный или региональный отбор: Допущенные к участию заявки публикуются на цифровых платформах конкурса в виде презентационных видеороликов и оцениваются экспертным жюри и публикой на платформе Votality с целью выбора заранее определённого числа заявок от каждой страны / региона для участия в финале. Каждое национальное / региональное экспертное жюри, сформированное комитетом «AfriMusic», должно включать в себя трёх-четырёх ключевых представителя музыкальной индустрии африканского континента и одного международного эксперта или члена сообщества «Евровидения». В то время как любой заинтересованный представитель общественности из любой части мира может проголосовать за любую песню в любом национальном / региональном отборе, соответствующее экспертное жюри голосует только в своём заданном регионе. Каждый член жюри оценивает песни по десятибалльной шкале в следующих категориях: 1. Вокал; 2. Структура песни; 3. Музыка и мелодия; 4. Текст песни; 5. Оригинальность. Каждый онлайн-голосующий может отдать не более определённого лимита голосов за одни сутки с одного e-mail адреса (в настоящее время 24).
- Финал: Заранее определённое количество (приблизительно 20) песен участвуют в финале и оцениваются аналогичным образом одним большим экспертным жюри (в него могут вновь входить члены региональных жюри с прошлого этапа, но их оценки с предыдущего этапа на финал при этом не переносятся, они должны оценить песни заново) и публикой. Результат каждой дисциплины сначала рассчитывается отдельно: участник, получивший наибольшее количество голосов от публики или жюри соответственно, получает 12 баллов, занявший второе место — 10 баллов, третье место — 8 баллов и т. д., занявший девятое место получает 2 балла, а все участники занявшие десятое место и ниже — 1 балл, что делает знаменитые «ноль баллов» «Евровидения» невозможными в «AfriMusic». Затем для определения победителя рассчитывается среднее значение от баллов жюри и публики. В случае равенства баллов, голосование публики имеет преимущество. Результаты голосования проверяются независимой аудиторской конторой.

### Жюри
В числе постоянных членов жюри конкурса, неизменно входящих в него на протяжении трёх лет его существования:
- Россия /  Казахстан — Андрей Михеев — главный редактор веб-сайта ESCKAZ.com — также ежегодно вручает премию за «Лучший текст на английском языке»
- Франция — Нисай Самре — главный редактор веб-сайта Eurovision-FR.net — также ежегодно вручает премии за «Лучший текст на французском языке» и «Лучшую песню на языках Африки»
- ЮАР — Рой ван дер Мерве — глава Eurovision South Africa, главный редактор веб-сайта ESCCovers — также ежегодно вручает авторскую премию
- ЮАР — Виктор Нуньес — автор песен, сооснователь конкурса «AfriMusic»
- Канада — Энтони Лопес Берардинелли (Тони КуКо) — шоу-бизнес блогер, продюсер Панамериканского конкурса песни

В разные годы в состав жюри также входили представители Сан-Марино — четырёхкратная участница конкурса «Евровидение» Валентина Монетта, Анголы, Ганы, Либерии, Малави, Нигерии, Сенегала, Танзании, Эсватини, Австрии, Норвегии, Великобритании, Польши, Доминики, США, Бразилии.

## Право на участие
Правом на участие в конкурсе обладают оригинальные песни, которые ранее не были выпущены или опубликованы на коммерческой основе, с максимальной продолжительностью в 4,5 минуты. Исполняющий их артист должен быть не моложе 18 лет и быть гражданином или постоянным жителем страны — участницы (любой из 54 суверенных стран Африки или частично признанной Западной Сахары), вне зависимости от членства в Африканском союзе вещателей. Если артист родился в другой стране и имеет право на двойное гражданство, то он может принять участие в конкурсе, представляя страну своего происхождения. В случае групп или дуэтов, как минимум один из артистов должен иметь отношение к представляемой стране. Ограничений по гражданству композиторов из стран Африки нет, но композиторы с других континентов должны иметь по меньшей мере одного африканского соавтора. Каждый автор песен может заявить на конкурс не более трёх композиций. Запрещается использование текстов политического характера, неприемлемых формулировок (ненормативная лексика, излишняя сексуализация текстов),  или посылов, рекламирующих какую-либо организацию, институт, компанию или бренд.

## Участвующие страны

Карта дебютов стран на конкурсе по годам.
2018
2019
2020

Тридцать одна страна (из пятидесяти четырёх стран Африки) приняла участие в конкурсах песни «AfriMusic» с момента его основания в 2018 году, из них двадцати шести удавалось пройти в его финальную часть. Всего за три года конкурса в нём приняли участие 243 песни, из которых 69 вышли в финальную часть соревнования.
Страны перечислены ниже в соответствии с годом, в котором они дебютировали на конкурсе:
| Год  | Дебютирующие страны |
| ---- | --- |
| 2018 | Ботсвана, Габон, Гана, Гвинея, Египет, Зимбабве, Камерун, ДР Конго, Республика Конго, Кот-д’Ивуар, Мозамбик, Нигерия, Танзания, ЦАР, Чад, Эсватини, Эфиопия, ЮАР, Южный Судан |
| 2019 | Замбия, Малави, Руанда, Сенегал |
| 2020 | Бурунди, Экваториальная Гвинея, Кения, Либерия, Марокко, Намибия, Тунис, Уганда                                                                                               |

Пять из вышеперечисленных стран принимали участие только в региональных отборах конкурса, но ни разу не смогли пройти в финал: Сенегал (2019—2020), Экваториальная Гвинея, Либерия, Марокко, Намибия (все — 2020).
В разные годы на конкурс также поступали заявки из Алжира, Анголы, Бенина, Гамбии, Гвинеи-Бисау,Лесото, Ливии, Мадагаскара, Мали, Сомали, Судана и Того, но они были либо неполными, либо не соответствовали его правилами — и не проходили предварительный отсев. Таким образом, только Буркина-Фасо, Джибути, Кабо-Верде, Коморские острова, Маврикий, Мавритания, Нигер, Сан-Томе и Принсипи, Сейшельские острова, Сьерра-Леоне, Эритрея и Западная Сахара пока не были охвачены проектом.

## Победители

### Победители по годам

Карта стран-победительниц конкурса песни «AfriMusic».

Представители трёх стран: Эсватини, Южно-Африканской Республики и Нигерии становились победителями на конкурсе.
| Год  | Даты      | Место проведения | Песен в финале | Песен в финале | Победитель                  | Песня             | Исполнитель          | Язык                | Средний балл |
| Год  | Даты      | Место проведения | Песни          | Страны         | Победитель                  | Песня             | Исполнитель          | Язык                | Средний балл |
| ---- | --------- | ---------------- | -------------- | -------------- | --------------------------- | ----------------- | -------------------- | ------------------- | ------------ |
| 2018 | 30 марта  | Онлайн           | 19             | 19             | Эсватини                    | «Sengikhona»      | Symphony             | Свати, английский   | 10           |
| 2019 | 15 апреля | Онлайн           | 20             | 10             | Южно-Африканская Республика | «Phakama Mbokodo» | Nonzwakazi           | Зулу, английский    | 10           |
| 2020 | 27 апреля | Онлайн           | 30             | 15             | Нигерия                     | «Yèmi»            | Dhortune ThatOndoBoy | Пиджин-инглиш, ондо | 6.5          |

### Победители по странам
| Побед | Страна                      | Годы |
| ----- | --------------------------- | ---- |
| 1     | Эсватини                    | 2018 |
| 1     | Южно-Африканская Республика | 2019 |
| 1     | Нигерия                     | 2020 |

### Обладатели специальных премий
| Премия                            | Годы | Страна   | Исполнитель            | Песня                      | Итоговое место |
| --------------------------------- | ---- | -------- | ---------------------- | -------------------------- | -------------- |
| Лучший текст на английском языке  | 2018 | Эсватини | Symphony               | «Sengikhona»               | 1              |
| Лучший текст на английском языке  | 2019 | Гана     | Siboat                 | «Always and Forever»       | 6              |
| Лучший текст на английском языке  | 2020 | Нигерия  | Zinny                  | «Little Girls Grow»        | 2              |
| Лучший текст на французском языке | 2018 | Чад      | Stev'N-T               | «Sincérité»                | 9              |
| Лучший текст на французском языке | 2019 | Камерун  | Joahn Lover            | «Game Over»                | 19             |
| Лучший текст на французском языке | 2020 | Бурунди  | Miss Erica feat. Sat-B | «In My Heart»              | 9              |
| Лучшая песня на языках Африки     | 2019 | ЮАР      | Nonzwakazi             | «Phakama Mbokodo»          | 1              |
| Лучшая песня на языках Африки     | 2020 | Тунис    | Mathcima               | «Samra»                    | 7              |
| Самая интернациональная песня     | 2019 | ЮАР      | Линда Килиан           | «I Will Never Fight Again» | 5              |
| Лучшее онлайн продвижение         | 2020 | Бурунди  | Miss Erica feat. Sat-B | «In My Heart»              | 9              |

### Рекорды конкурса
| Рекорд                                | Стадия             | Показатель | Год  | Страна                      | Исполнитель | Песня               | Итоговое место |
| ------------------------------------- | ------------------ | ---------- | ---- | --------------------------- | ----------- | ------------------- | -------------- |
| Наивысший балл жюри                   | Финал              | 8.18       | 2020 | Нигерия                     | Zinny       | «Little Girls Grow» | 2              |
| Наивысший балл жюри                   | Региональный отбор | 8.92       | 2020 | Южно-Африканская Республика | Nonzwakazi  | «Phakama Mbokodo»   | 1              |
| Наибольшее количество голосов публики | Финал              | 521792     | 2019 | Гана                        | Ssue        | «Hypnotize»         | 2              |
| Наибольшее количество голосов публики | Региональный отбор | 105666     | 2019 | Гана                        | Ssue        | «Hypnotize»         | 2              |
| Наивысший средний балл                | Финал              | 10         | 2018 | Эсватини                    | Symphony    | «Sengikhona»        | 1              |
| Наивысший средний балл                | Финал              | 10         | 2019 | Южно-Африканская Республика | Nonzwakazi  | «Phakama Mbokodo»   | 1              |

### Анти-рекорды конкурса
| Анти-рекорд                           | Стадия             | Показатель | Год  | Страна                           | Исполнитель     | Песня              | Итоговое место |
| ------------------------------------- | ------------------ | ---------- | ---- | -------------------------------- | --------------- | ------------------ | -------------- |
| Наименьший балл жюри                  | Финал              | 4.73       | 2019 | Нигерия                          | Laz B           | «Oleburuku»        | 13             |
| Наименьший балл жюри                  | Региональный отбор | 3.33       | 2020 | Зимбабве                         | Lamz Da Flavour | «Craving For You»  | -              |
| Наименьшее количество голосов публики | Финал              | 34         | 2018 | Центральноафриканская Республика | Hybrid          | «Wali Ti Mbi»      | 12             |
| Наименьшее количество голосов публики | Региональный отбор | 81         | 2019 | Южно-Африканская Республика      | Эстеа Хэмилтон  | «So Crazy In Love» | -              |